# Adam Gabriel
Adam Gabriel (Praga, 28 de mayo de 2001) es un futbolista checo que juega en la demarcación de lateral derecho para el FC Midtjylland de la Superliga de Dinamarca.

## Selección nacional
Tras jugar con las categorías inferiores de la selección, finalmente el 26 de marzo de 2024 hizo su debut con la selección de República Checa en un partido amistoso contra Armenia que finalizó con un resultado de 2-1 a favor del combinado checo tras los goles de Edgar Sevikyan para Armenia, y de Ladislav Krejčí y Tomáš Chorý para el combinado checo.

## Clubes
| Club               | País            | Año       | Partidos | Goles |
| ------------------ | --------------- | --------- | -------- | ----- |
| AC Sparta Praga    | República Checa | 2021      | 3        | 0     |
| AC Sparta Praga II | República Checa | 2021-2022 | 23       | 2     |
| FC Hradec Králové  | República Checa | 2022-2023 | 33       | 3     |
| FC Midtjylland     | Dinamarca       | 2023-     | 43       | 3     |

## Palmarés

### Títulos nacionales
| Título                 | Club              | País      | Año  |
| ---------------------- | ----------------- | --------- | ---- |
| Superliga de Dinamarca | F. C. Midtjylland | Dinamarca | 2024 |